# Time Lords
De Time Lords zijn in de Britse sf-serie Doctor Who een fictieve, buitenaardse, humanoïde beschaving afkomstig van de planeet Gallifrey. Nagenoeg alle Time Lords zijn uitgestorven sinds de "Last Great Time War". Voor zover bekend zijn The Doctor en The Master de laatste nog in leven zijnde Time Lords.
De Time Lords (tijdsheren) danken hun naam aan hun vermogen om door de tijd te reizen. Time Lords zijn in staat om via telepathie contact met anderen te hebben. Als het lichaam van een Time Lord dodelijke verwondingen heeft opgelopen, kan een Time Lord 'regenereren'. Hierbij belandt de Time Lord in een compleet nieuw lichaam (weergegeven door een nieuwe acteur) dat weer in gezonde staat is. Matt Smith verbeelde de elfde regeneratie van The Doctor, Peter Capaldi de twaalfde. Ook heeft een Time Lord twee harten.
Niet alle bewoners van Gallifrey konden in tijd reizen. Alleen een aantal bepaalde families konden dat, met behulp van een TARDIS: Time And Relative Dimension In Space. 